# Северен регион (Малави)
Вижте пояснителната страница за други значения на Северен регион.
Северният регион на Малави (на английски: Northern Region) има площ 29 931 км² и население, според преброяването през 2003, около 1,4 млн. души. Столицата му е град Мзузу. Регионът има излаз на езерото Малави и граничи с Танзания и Замбия.
От всички 28 области на Малави, 6 са разположени в централния регион – Читипа, Каронга, Ликома, Мзимба, Нхата Бей и Румфи.